# Högestads distrikt
Högestads distrikt är ett distrikt i Ystads kommun och Skåne län. 
Distriktet ligger nordost om Ystad. 

## Tidigare administrativ tillhörighet
Distriktet inrättades 2016 och utgörs av socknen Högestad i Ystads kommun.
Området motsvarar den omfattning Högestads församling hade 1999/2000.